# Die Ebene von Auvers
Die Ebene von Auvers ist der Titel eines Gemäldes von Vincent van Gogh. Das in Öl auf Leinwand gemalte Bild entstand im Sommer 1890, nur wenige Wochen vor dem Tod des Künstlers. Es zeigt die von Feldern geprägte Landschaft in der Nähe von Auvers-sur-Oise im Breitformat mit den Abmessungen 50 × 101 cm. Das Bild gehört zur Sammlung der Österreichischen Galerie Belvedere in Wien.

## Bildbeschreibung
Das Gemälde ist etwa doppelt so breit wie hoch, wodurch sich ein ausgesprochenes Breitformat ergibt. Der Blick geht auf die Felder der Ebene von Auvers. Die Landschaft staffelt sich von einem flachen Bereich im Vordergrund über einen dahinter aufsteigenden Hügel bis zur hoch angelegten Horizontlinie. Das Motiv zeigt wenige markante Objekte. So ist links im vorderen Bereich ein Getreideschober zu sehen und rechts gibt es in mittlerer Entfernung einige schlank aufragende Bäume. Weiterhin sind am Horizont sowie am rechten Rand einige Büsche skizziert. Den Großteil der Fläche nehmen jedoch unterschiedlich strukturierte Felder ein. Diese erscheinen als ein komplex verschachteltes Gefüge von trapezförmigen Flächen. Die Felder weisen eine abgestufte Palette mit verschiedenen Gelb-, Grün- und Blautönen auf. Teilweise werden Ackerfurchen betont, im Vordergrund sind einzelne Getreidehalme und rote Blüten von Klatschmohn auszumachen. Van Goghs grobe Pinselführung variiert zwischen getupften Tönen, langgezogenen Strichen und einem hufeisenförmigen Farbauftrag, sodass ein spontaner Eindruck entsteht, ohne Details besonders herauszuarbeiten. Über der Landschaft zeigt sich ein nahezu monochromer blaugrüner Himmel, der „eher die Stimmung nach dem Regen oder an einem trüben Tag“ unterstreicht. Das Bild ist weder signiert noch datiert.

## Felder in Auvers – Van Goghs letzte Landschaftsbilder
Van Gogh lebte vom 20. Mai 1890 bis zu seinem Tod am 29. Juli desselben Jahres in Auvers-sur-Oise. Er hatte die Monate davor in der Nervenheilanstalt von Saint-Rémy-de-Provence verbracht und war nach kurzem Aufenthalt bei seinem Bruder in Paris nach Auvers gekommen, um hier zu malen. Die Wahl van Goghs fiel auf Auvers, da hier der Arzt Paul Gachet lebte, von dem er sich medizinische Unterstützung erhoffte. Van Gogh wohnte im örtlichen Gasthaus Auberge Ravoux und besuchte den Arzt regelmäßig. Rasch entwickelte sich zwischen beiden eine freundschaftliche Beziehung. Der Maler porträtierte Gachet und dessen Tochter in mehreren Bildern. In den 70 Tagen seines Aufenthaltes schuf van Gogh insgesamt rund 80 Gemälde und darüber hinaus zahlreiche Zeichnungen. Neben Porträts, Stillleben und Ansichten des Ortes malte er vor allem Landschaftsbilder, die die Umgebung von Auvers mit den sommerlichen Feldern zeigen. Felder waren bereits zuvor in der Provence ein wiederkehrendes Motiv des Malers, wo er zunächst in Arles und anschließend in Saint-Rémy das Sujet der Landschaftsansicht immer wieder aufgriff. Beispielhaft hierfür ist das 1888 entstandene Bild Die Ebene von La Crau bei Arles (Van Gogh Museum, Amsterdam), das mit einem Getreideschober auf der linken Bildseite und hoch angelegter Horizontlinie einen ähnlichen Bildaufbau wie das etwa zwei Jahre später entstandene Gemälde Die Ebene von Auvers aufweist. Hingegen fehlen in der Ansicht aus Auvers die arbeitenden Menschen, wie sie im Motiv aus Arles zu sehen sind. Während sich die Bildthematik bei diesen beiden Bildern kaum unterscheidet, ist bei der Farbwahl der in Auvers entstandenen Bilder insgesamt ein deutlicher Wechsel zu kühleren Farbtönen erkennbar. Van Gogh beschrieb die Farbauswahl im Gemälde Die Ebene von Auvers mit „vert tendre, jaune et bleu vert“ (zart-grün, gelb und blau-grün) und verglich in einem Brief vom 2. Juli 1890 seine Ansicht Die Ebene von Auvers mit Gemälden des Malers Georges Michel. Dieser Anfang des 19. Jahrhunderts tätige Maler war bekannt für seine atmosphärischen Landschaften mit einem dunkelbewölkten Himmel, so wie sie etwa im Gemälde Mühlen am Montmartre (Musée Carnavalet, Paris) dargestellt sind.
Das Gemälde Die Ebene von Auvers hatte van Gogh erstmals in einem Brief an seinem Bruder Theo vom 24. Juni 1890 erwähnt. Hierin berichtete er nicht über die Farben des Bildes, sondern nannte das ungewöhnliche Format von 50 Zentimeter Höhe und ein Meter Breite. Dieses ausgesprochene Breitformat im Verhältnis eins zu zwei setzte van Gogh in insgesamt 14 Bildern um, davon 13 mit den Abmessungen von etwa 50 × 100 cm. Angeregt wurde er hierzu durch den Maler Pierre Puvis de Chavannes, dessen friesartiges Monumentalwerk Inter artes et naturam (Metropolitan Museum of Art, New York City) er zuvor im Salon du Champ-de-Mars gesehen hatte. Er lobte das Bild in einem Brief an seine Schwester Wil in höchsten Tönen und fand insbesondere Anerkennung für die darin arrangierten Personen. Dem Vorbild folgend platzierte van Gogh in seinem ersten Breitformat aus Auvers ebenfalls Personen in die Landschaft. Für das in Öl auf Papier gemalte Bild Zwei Mädchen beim Spaziergang entlang der Felder (McNay Art Museum, San Antonio) wählte er dabei noch das deutlich kleinere Format von rund 30 zu 60 Zentimetern. Nachdem er sich nunmehr der Möglichkeiten des Breitformates vergewissert hatte, folgte eine Reihe weiterer Bilder dieser Art. Als dekoratives Gegenstück für das Gemälde Die Ebene von Auvers hatte er zunächst das annähernd gleich große Bild Unterholz mit wandelndem Paar (Cincinnati Art Museum) gedacht, wie er im Brief von 24. Juni an seinen Bruder Theo mitteilte. In einem weiteren Brief vom 2. Juli fügte er ein Blatt mit drei Zeichnungen bei, in denen er das Bildnis einer Bäuerin, die Landschaft mit der Ebene von Auvers und – um 90 Grad gedreht – das Unterholzmotiv skizzierte. Nachdem er ebenfalls im Format des Doppelquadrates das Porträt der Arzttochter Margerite Gachet am Klavier (Kunstmuseum Basel) malte, empfand er dieses Bild als geeignetes Gegenstück zum Gemälde Die Ebene von Auvers. Er erklärte gegenüber Theo van Gogh, dass die blassgrünen und gelbgrünen Farben im Querformat der Ebene von Auvers gut zum rosafarbenen Kleid im Hochformat der Margerite Gachet am Klavier passen würde, da es sich hierbei um Komplementärfarben handele. Im Brief vom 28. Juni an den Bruder Theo zeichnete er das Gemälde Margerite Gachet am Klavier nach und stellte zudem als Skizze das Bildnis der Arzttochter dem Landschaftsbild Die Ebene von Auvers gegenüber.

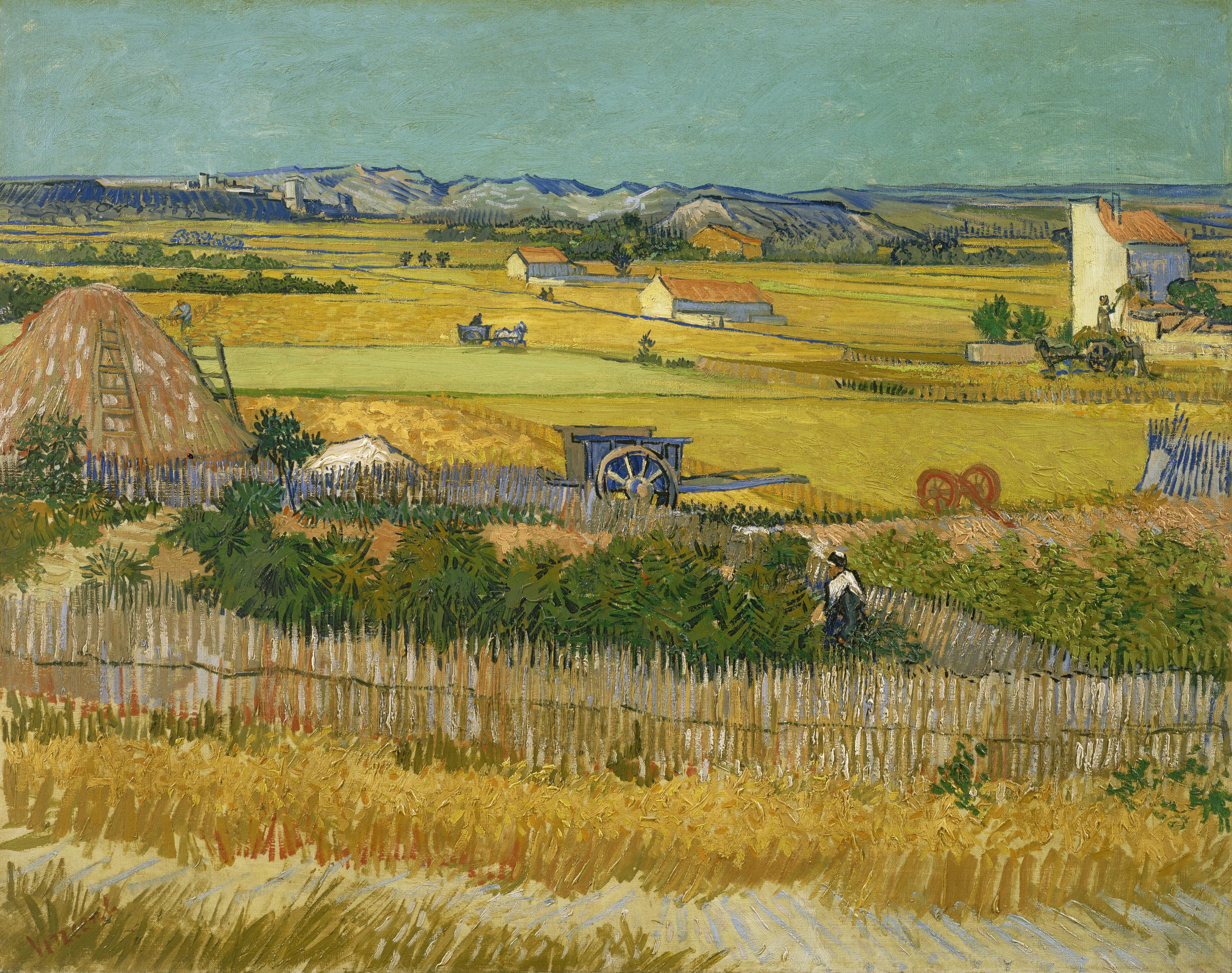
Vincent van Gogh: Die Ebene von La Crau bei Arles, 1888
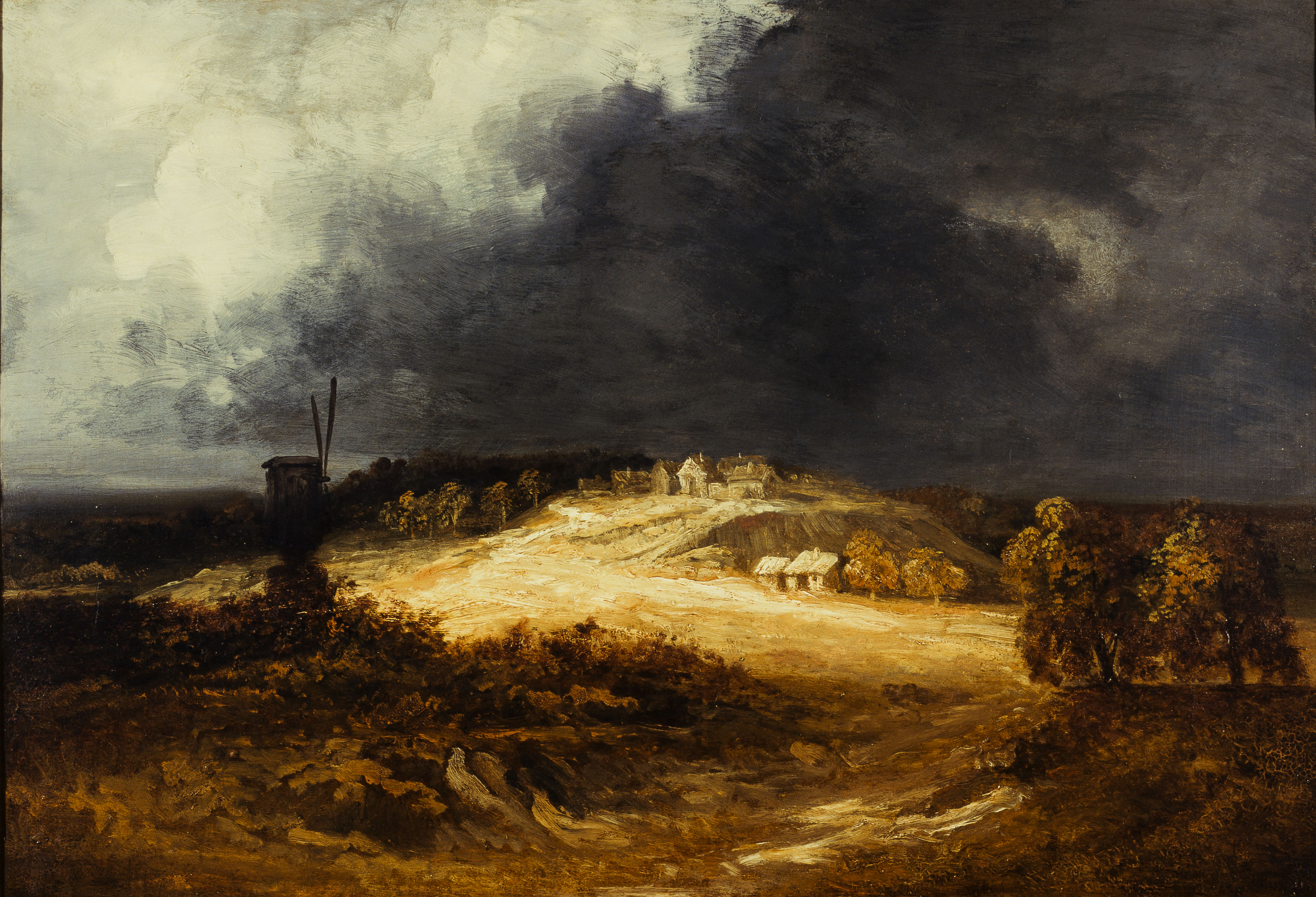
Georges Michel: Mühlen am Montmartre, um 1830–1840
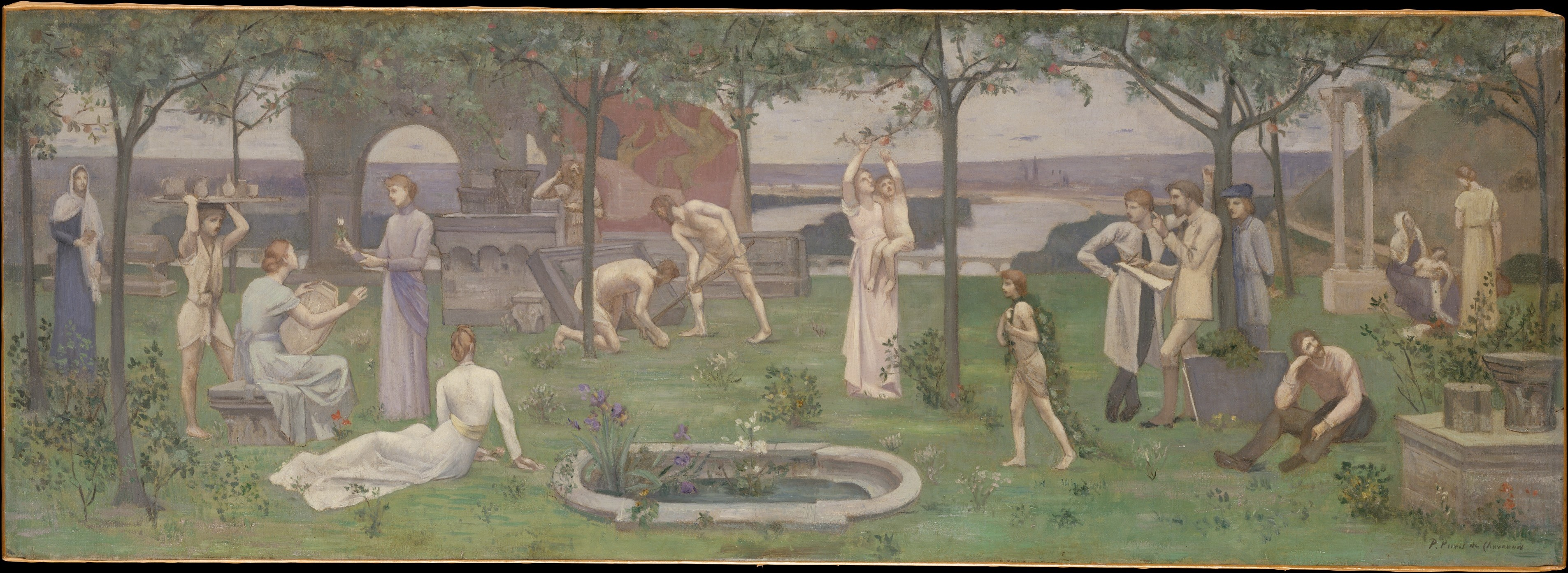
Pierre Puvis de Chavannes: Inter artes et naturam, um 1890
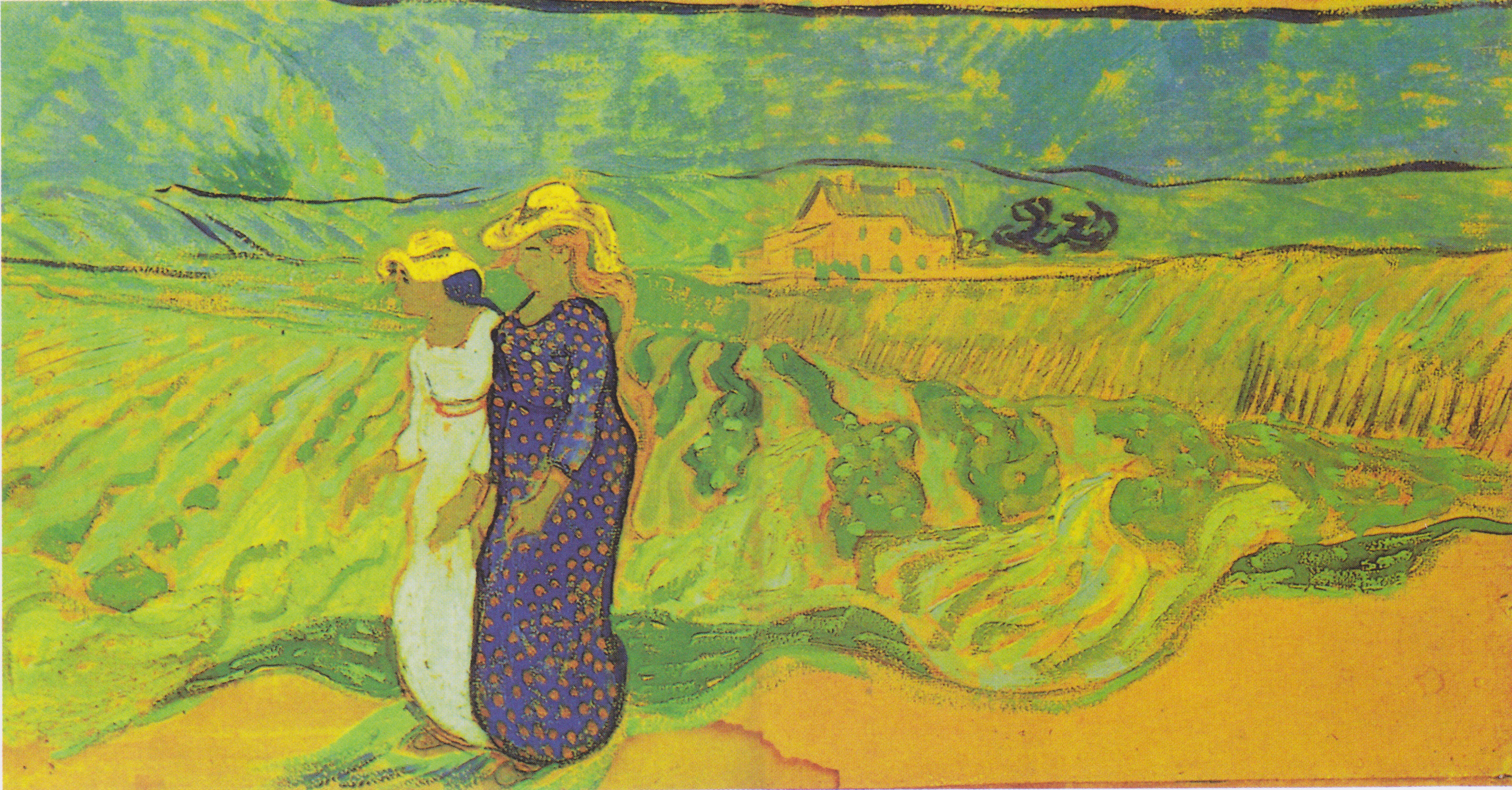
Vincent van Gogh: Zwei Mädchen beim Spaziergang entlang der Felder, 1890
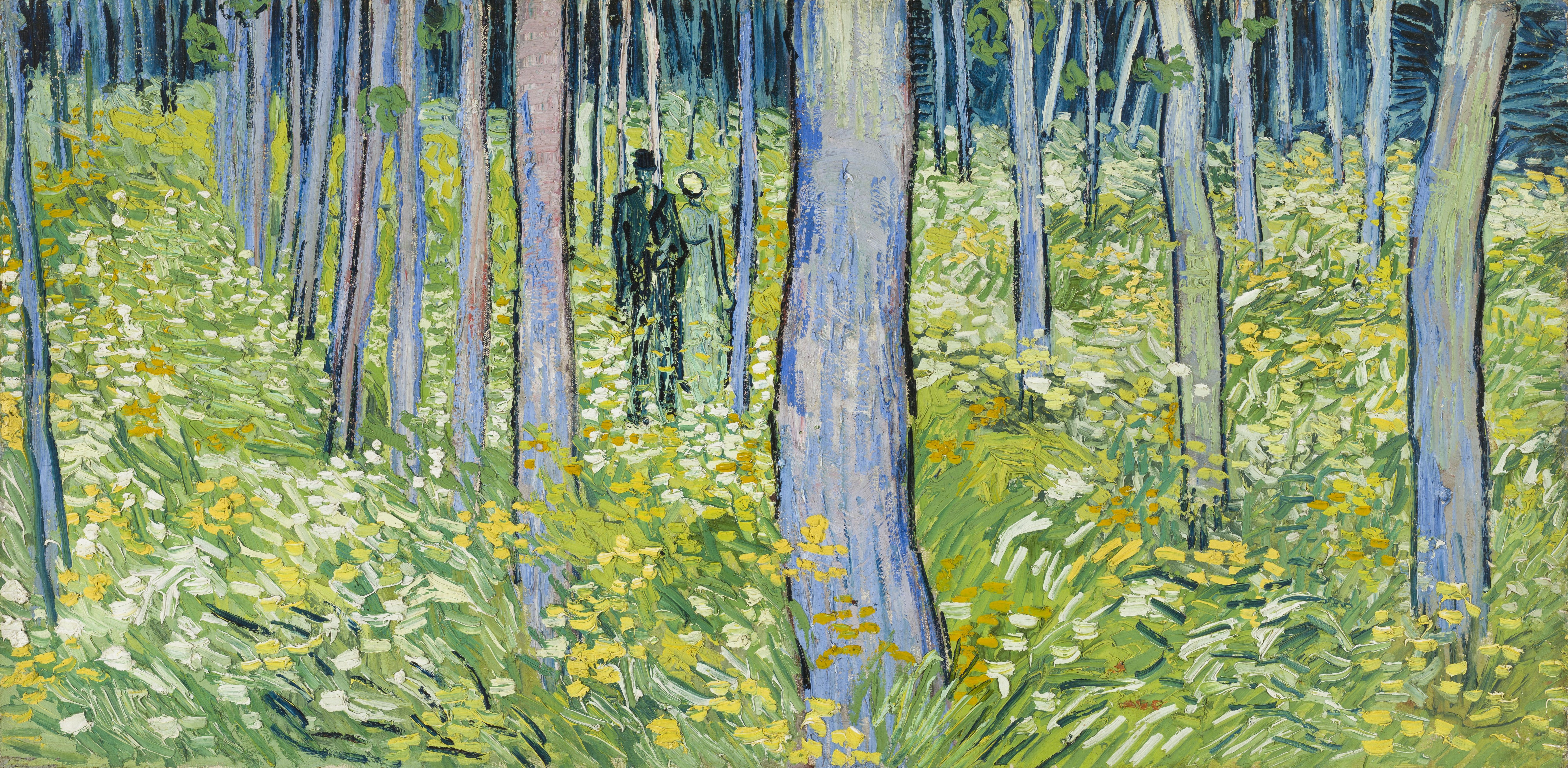
Vincent van Gogh: Unterholz mit wandelndem Paar, 1890
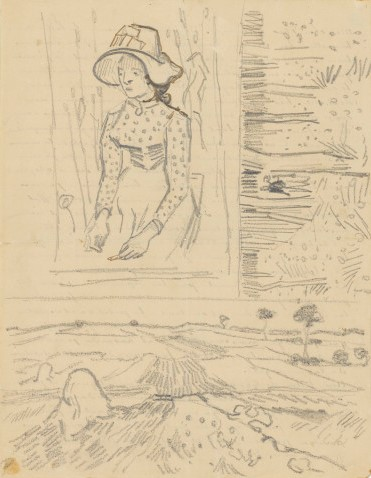
Bäuerin, Ebene von Auvers, Unterholz, Blatt mit Zeichnungen aus dem Brief vom 2. Juli 1890
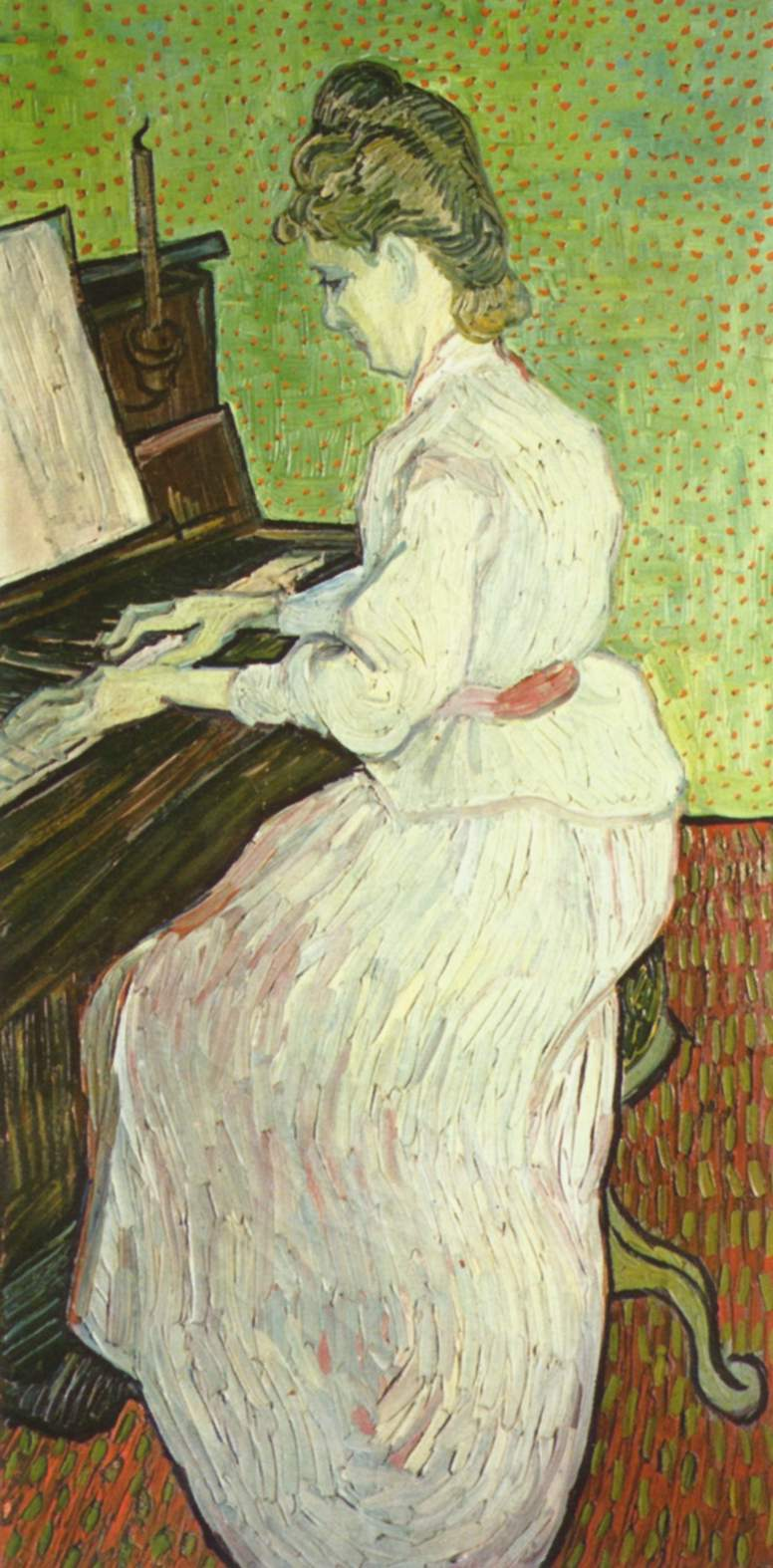
Vincent van Gogh: Margerite Gachet am Klavier, 1890
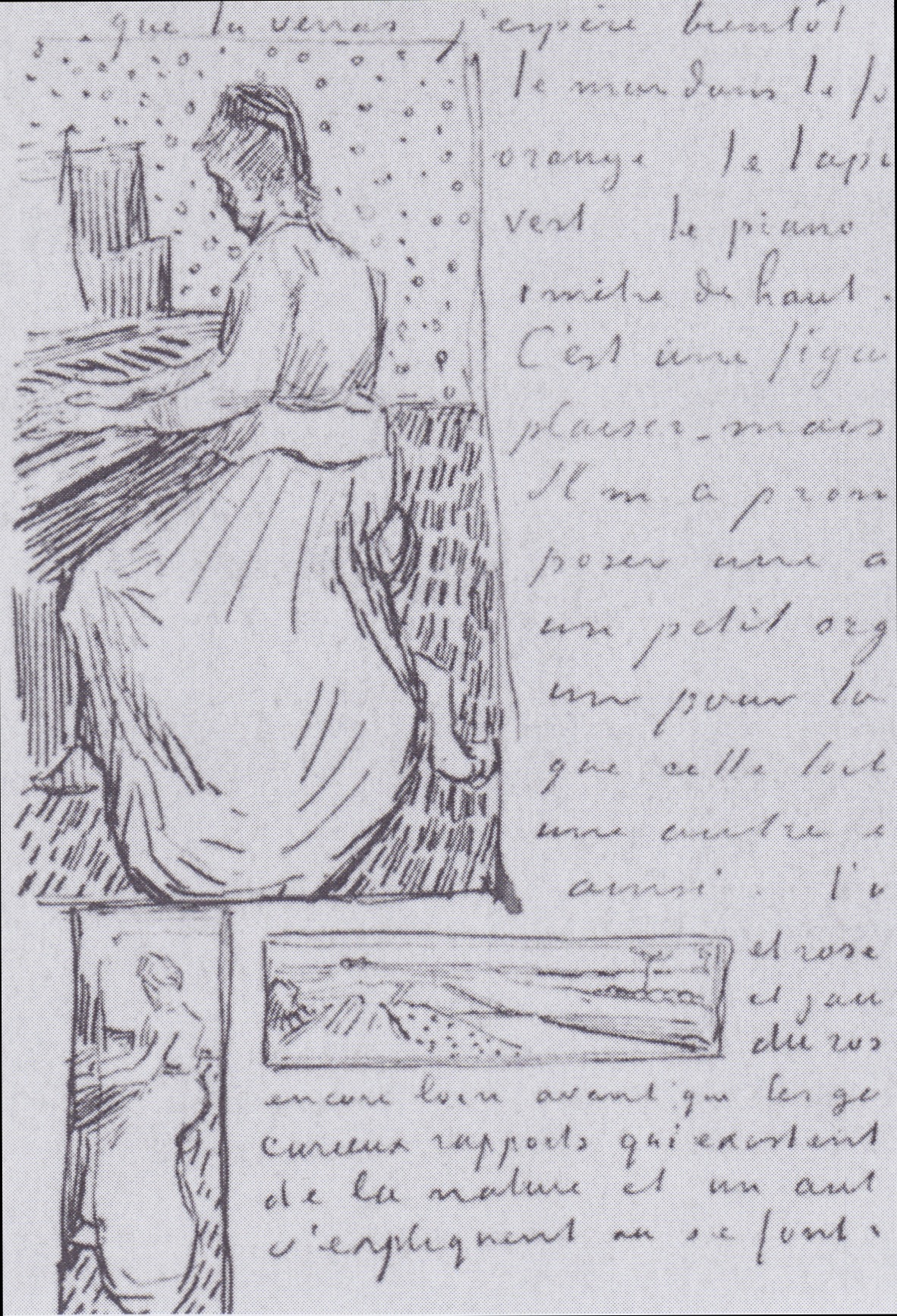
Margerite Gachet am Klavier und Gegenüberstellung des Porträts mit Die Ebene von Auvers, Zeichnungen im Brief vom 28. Juni 1890

Das Bild Die Ebene von Auvers gehört zu einem Zyklus von Werken van Goghs, die das ländliche Leben darstellen. Beispiele dieser Reihe von Bildern im gleichen Format sind so unterschiedliche Motive wie die Landschaft mit Schloss Auvers bei Sonnenuntergang (Van Gogh Museum, Amsterdam), Landschaft bei Auvers im Regen (National Museum Cardiff), Strohgedeckte Häuser auf einem Hügel (Tate Gallery of Modern Art, London) und Feld mit Korngaben (Dallas Museum of Art). Im selben Format zeigte van Gogh die Felder von Auvers auch in den Bildern Weizenfeld unter einem Gewitterfeld und Weizenfeld mit Krähen (beide Van Gogh Museum). Er nutzte jedoch auch andere Bildformate für die Darstellung der Landschaft bei Auvers. So zeigt das Gemälde Weizenfelder in Auvers mit Regenwolken (Carnegie Museum of Art, Pittsburg) nahezu die gleiche Ansicht wie das Bild Die Ebene von Auvers, jedoch aus einem anderen Blickwinkel und nicht im Breitformat. Im selben Format ist auch die ähnliche Landschaftsansicht Ebene bei Auvers mit Regenwolken (Neue Pinakothek, München) gehalten. Im Katalog der Österreichischen Galerie wird das Gemälde Die Ebene von Auvers für den Bildaufbau und die Farbigkeit gelobt. Diese seien „subtiler und raffinierter“ als es in vielen Bilder der letzten Lebenswochen des Künstlers der Fall sei. Es gehöre daher „wohl zu den allerbesten Werken van Goghs überhaupt“.

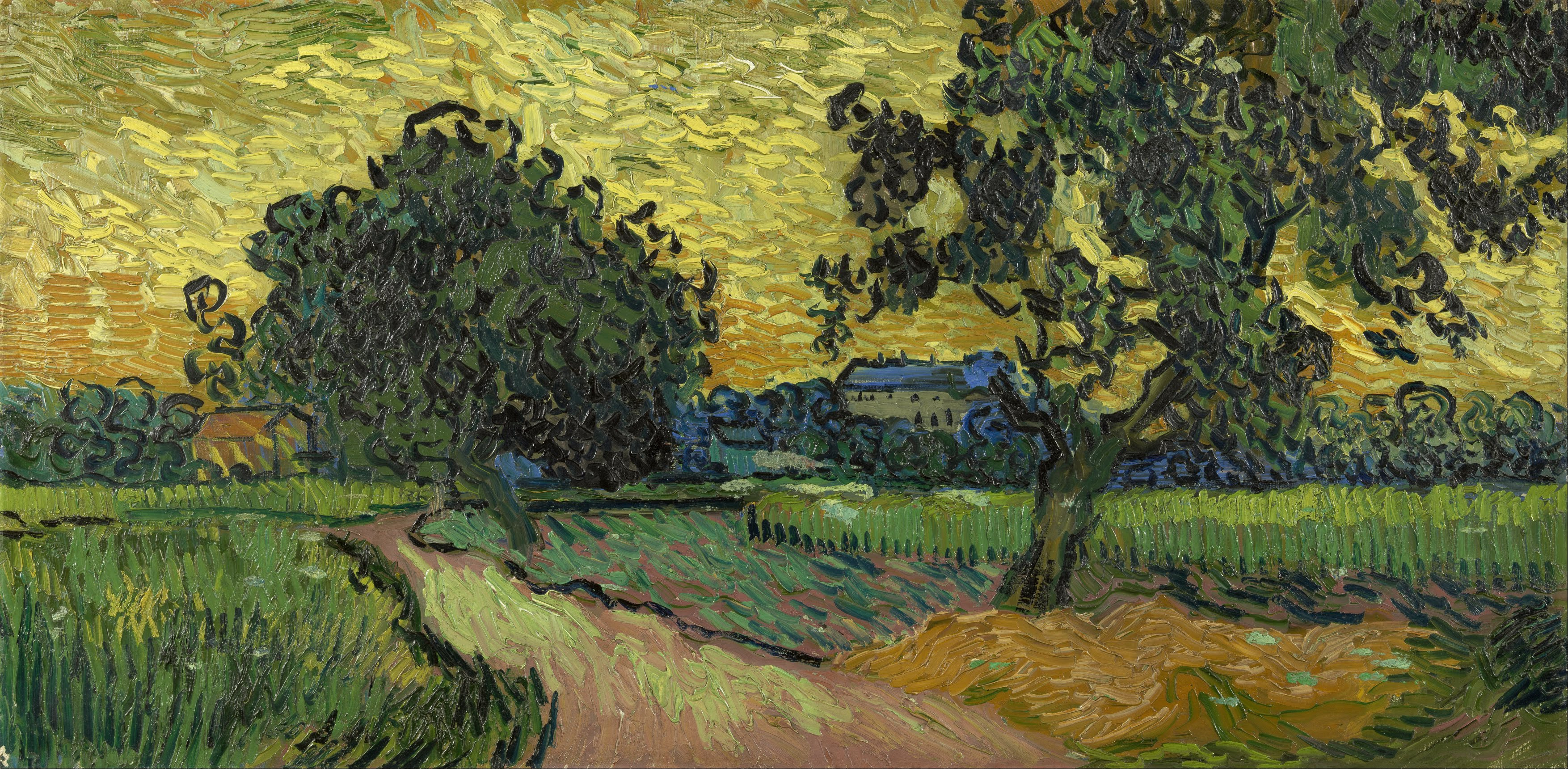
Vincent van Gogh: Landschaft mit Schloss Auvers bei Sonnenuntergang, 1890
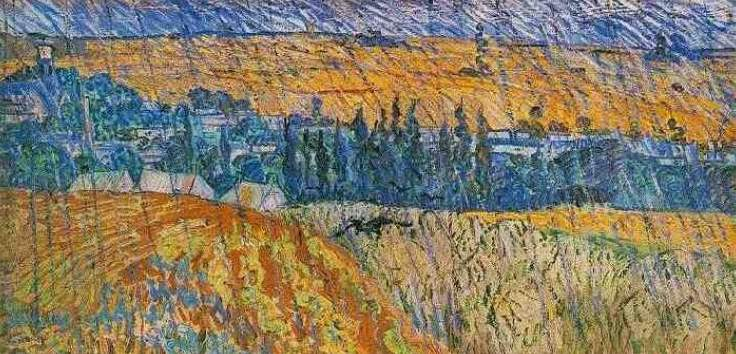
Vincent van Gogh: Landschaft bei Auvers im Regen, 1890
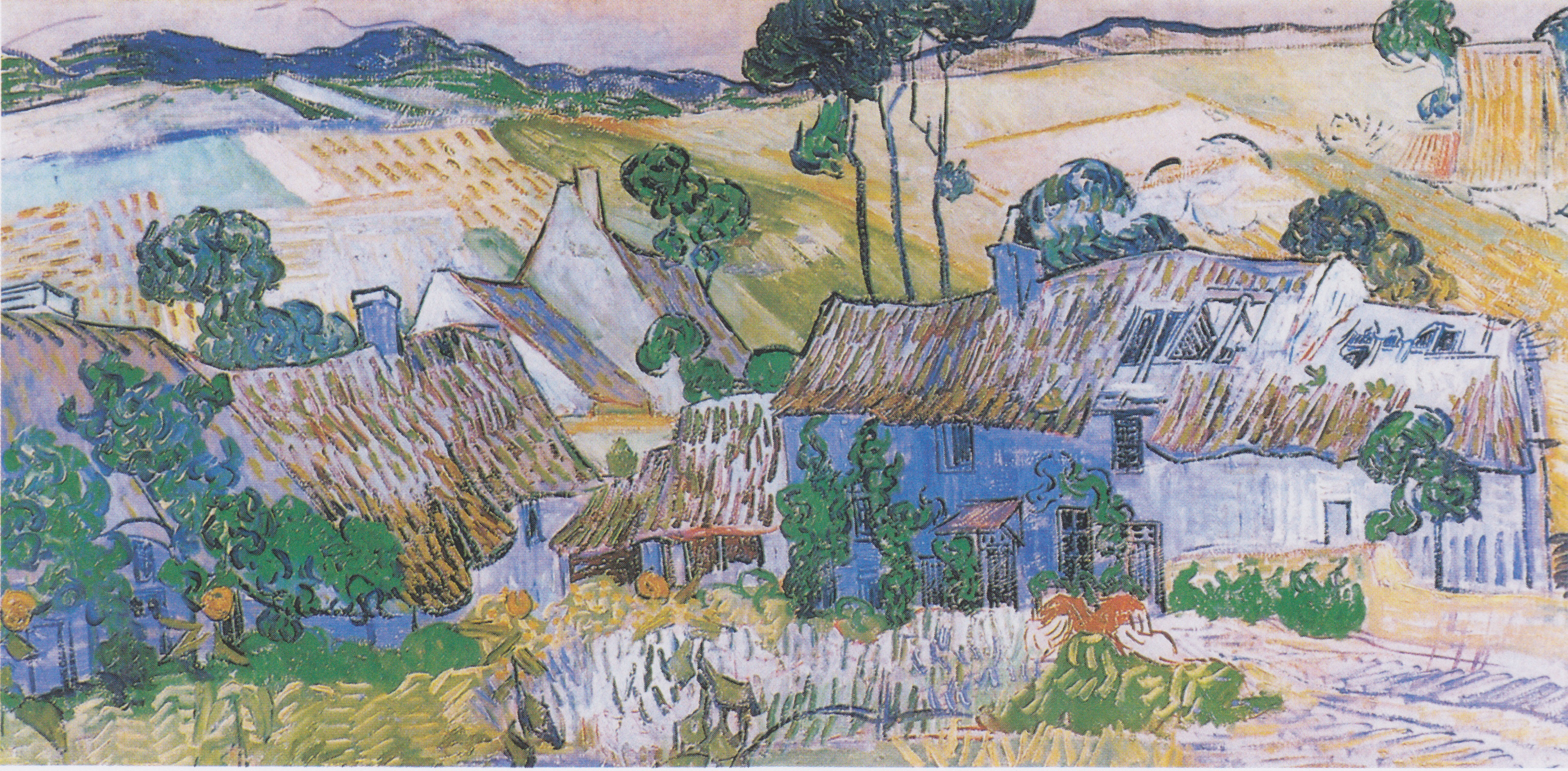
Vincent van Gogh: Strohgedeckte Häuser auf einem Hügel, 1890
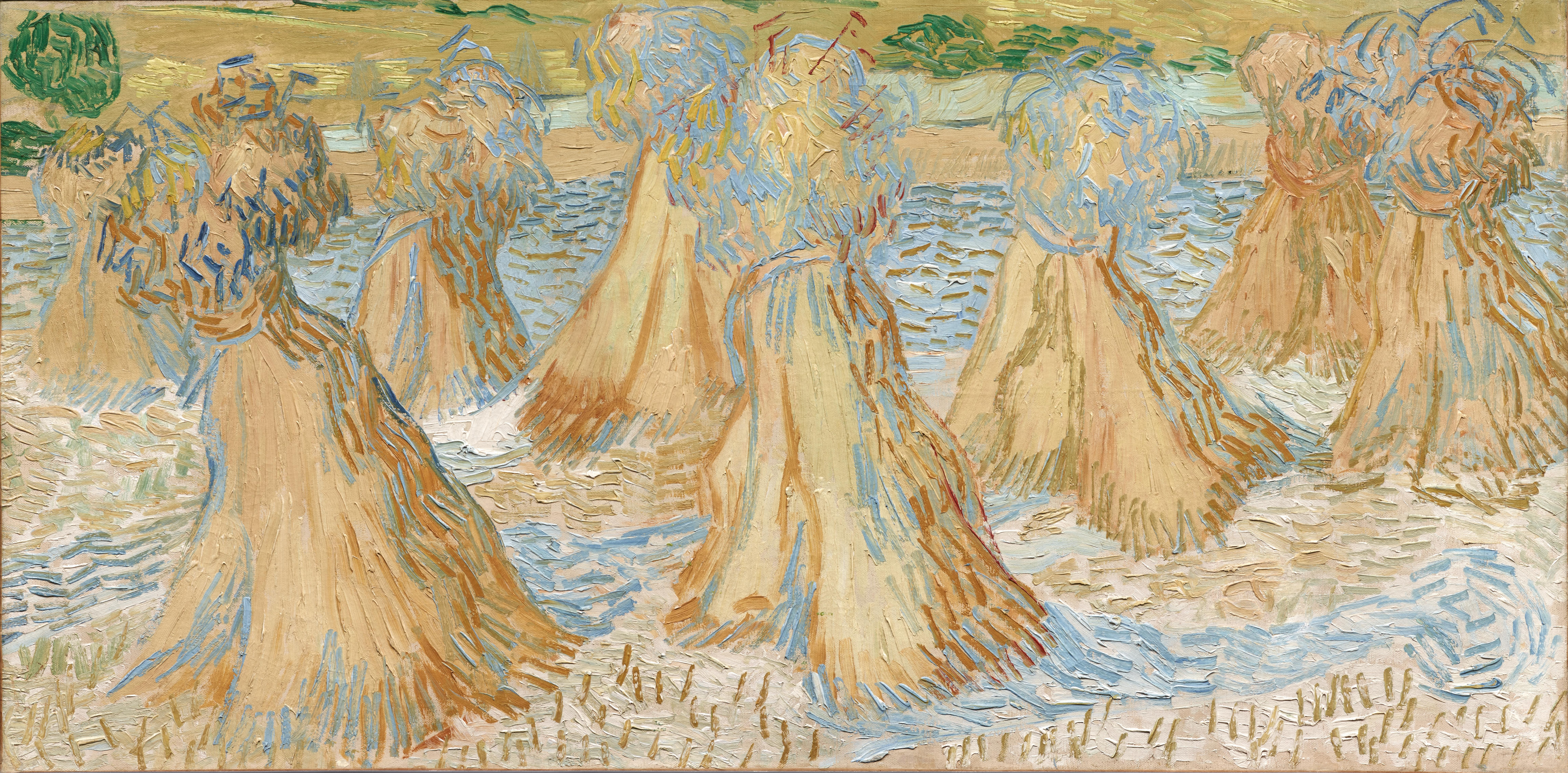
Vincent van Gogh: Feld mit Korngaben, 1890
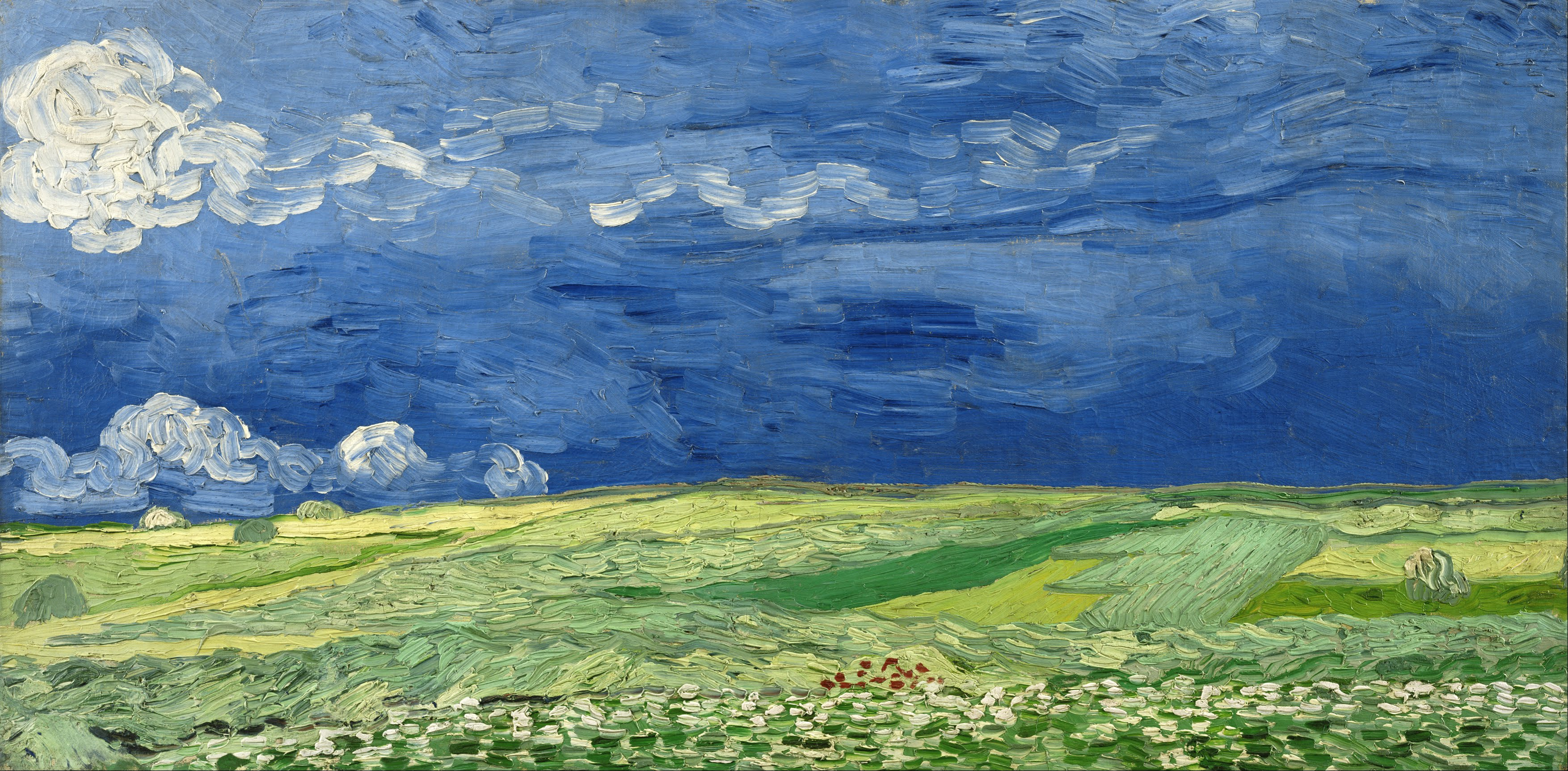
Vincent van Gogh: Weizenfeld unter einem Gewitterfeld, 1890
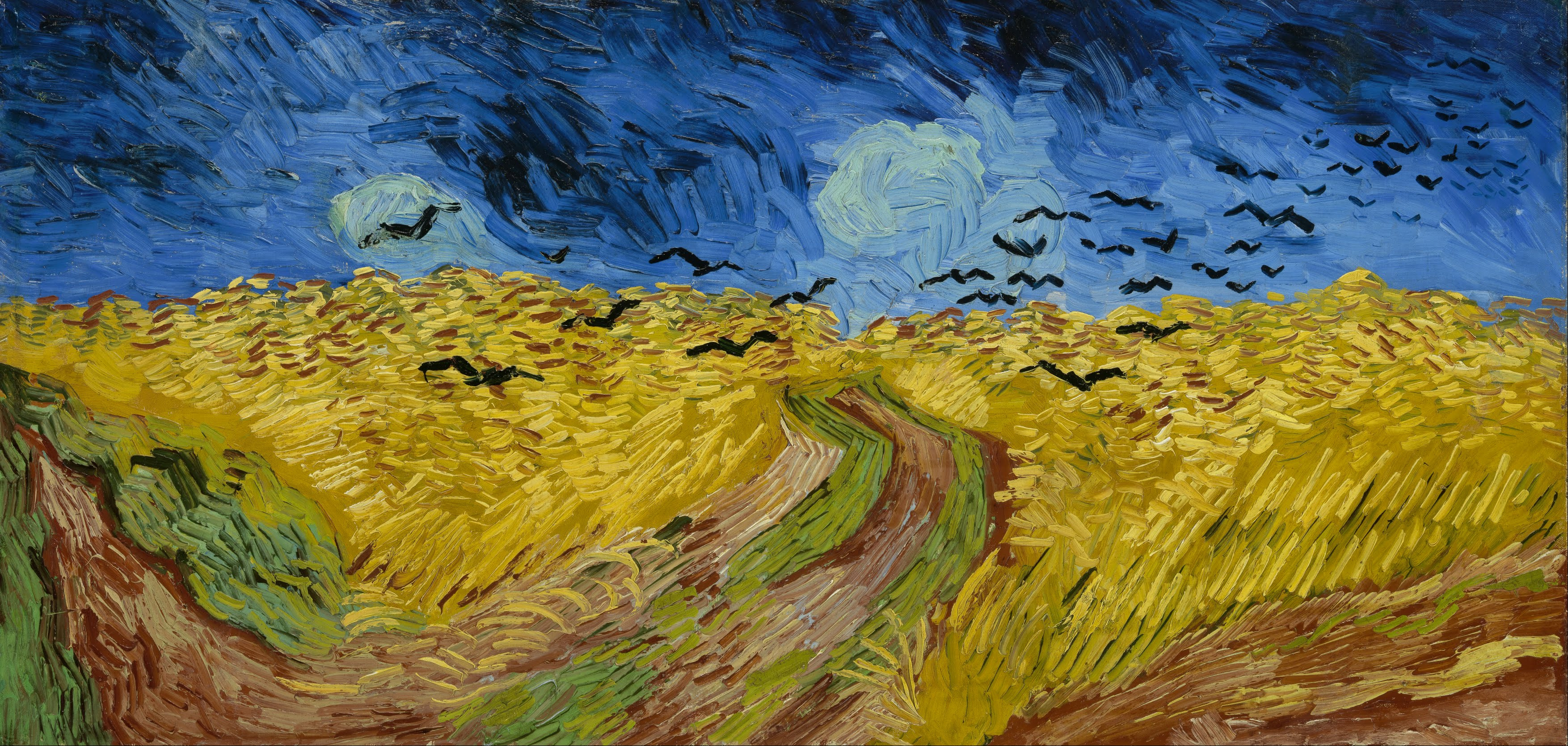
Vincent van Gogh: Weizenfeld mit Krähen, 1890
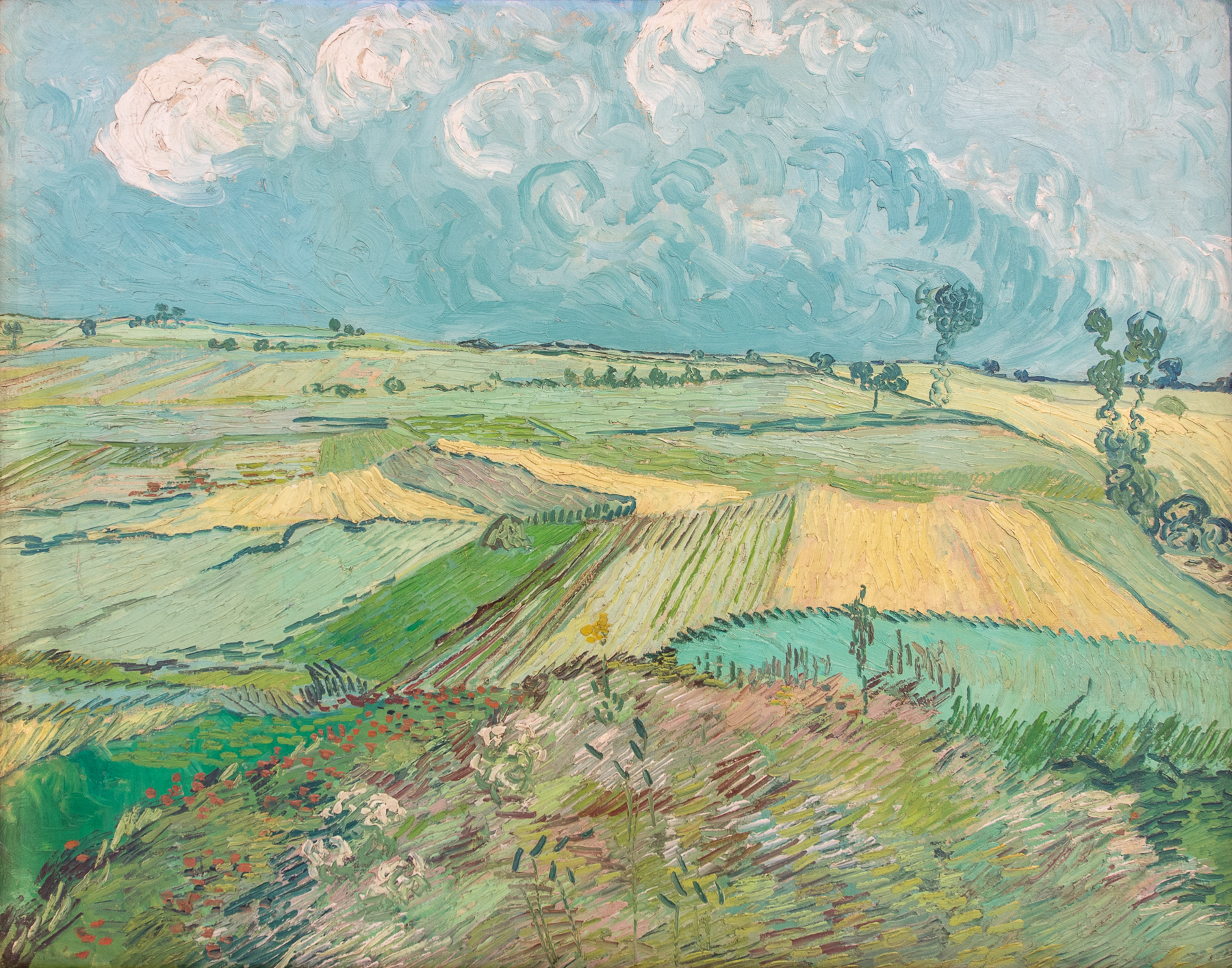
Vincent van Gogh: Weizenfelder in Auvers mit Regenwolken, 1890
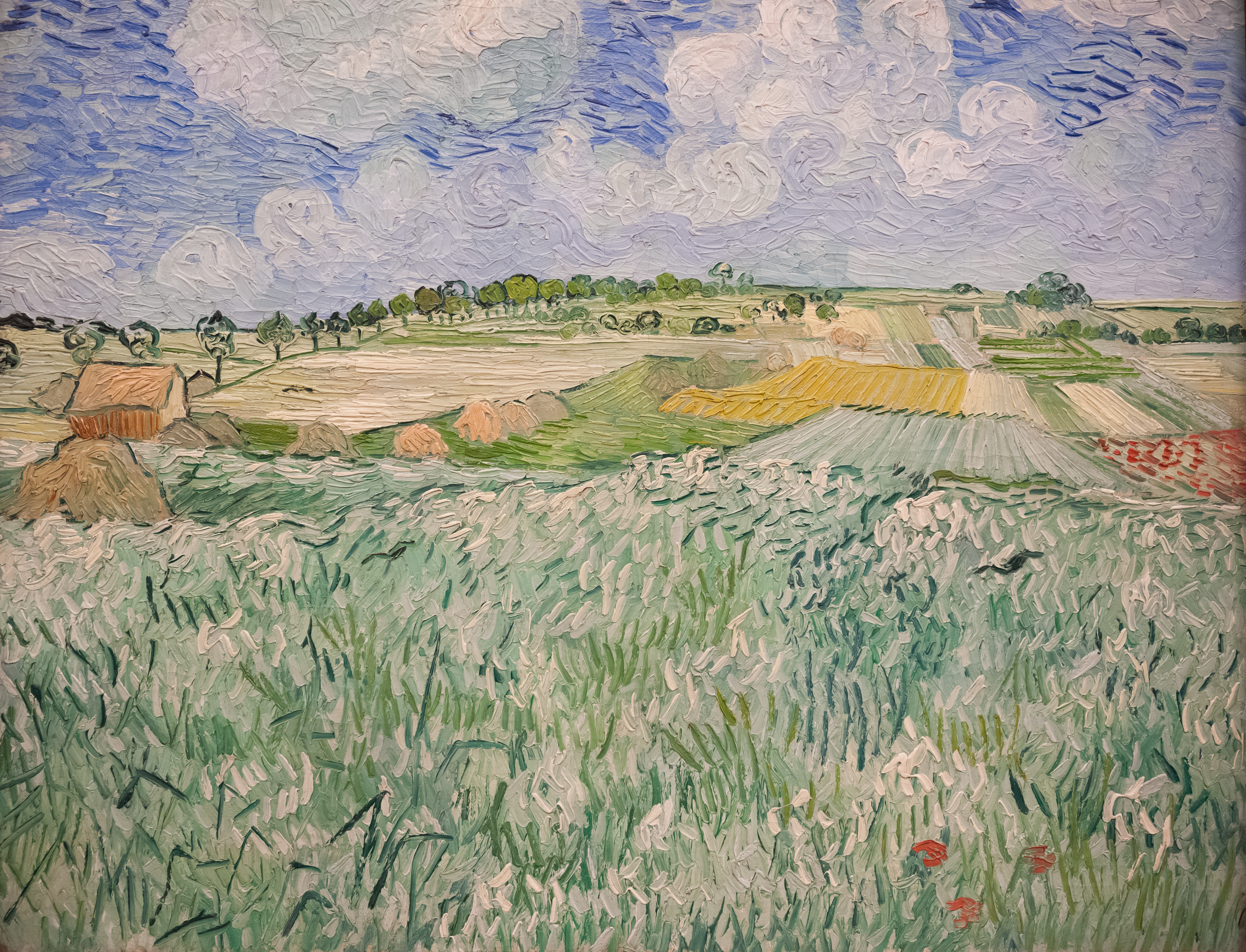
Vincent van Gogh: Ebene bei Auvers mit Regenwolken, 1890

## Provenienz
Das Gemälde Die Ebene von Auvers befand sich im Nachlass des Künstlers. Nach dem Tod seines Bruders Theo van Gogh 1891, erbte dessen Frau Johanna den Nachlass. Sie ließ das Bild Die Ebene von Auvers über die Kunsthandlung Galerie d’art C. M. van Gogh in Amsterdam vermarkten, die von  Cornelis Marinus Co van Gogh (1824–1908), einem Onkel von Vincent und Theo van Gogh, betrieben wurde. 1903 war das Gemälde Teil der Ausstellung Entwicklung des Impressionismus in Malerei und Plastik der Wiener Secession. Anschließend wurde es von der Wiener Secession mit der Absicht erworben, es als Schenkung der im selben Jahr begründeten Modernen Galerie zu überlassen, aus der die heutige Österreichischen Galerie Belvedere hervorging. Die Überlassung erfolgte jedoch nicht umgehend, da die Secessionsmitglieder zunächst die Entwicklung des neuen Museums abwarten wollten. Erst 1909 kam es zur Widmung des Gemäldes an die Moderne Galerie. Es war eines der ersten Werke van Goghs, die für ein Museum gekauft wurden.